# Gautama Buddha a hinduizmusban

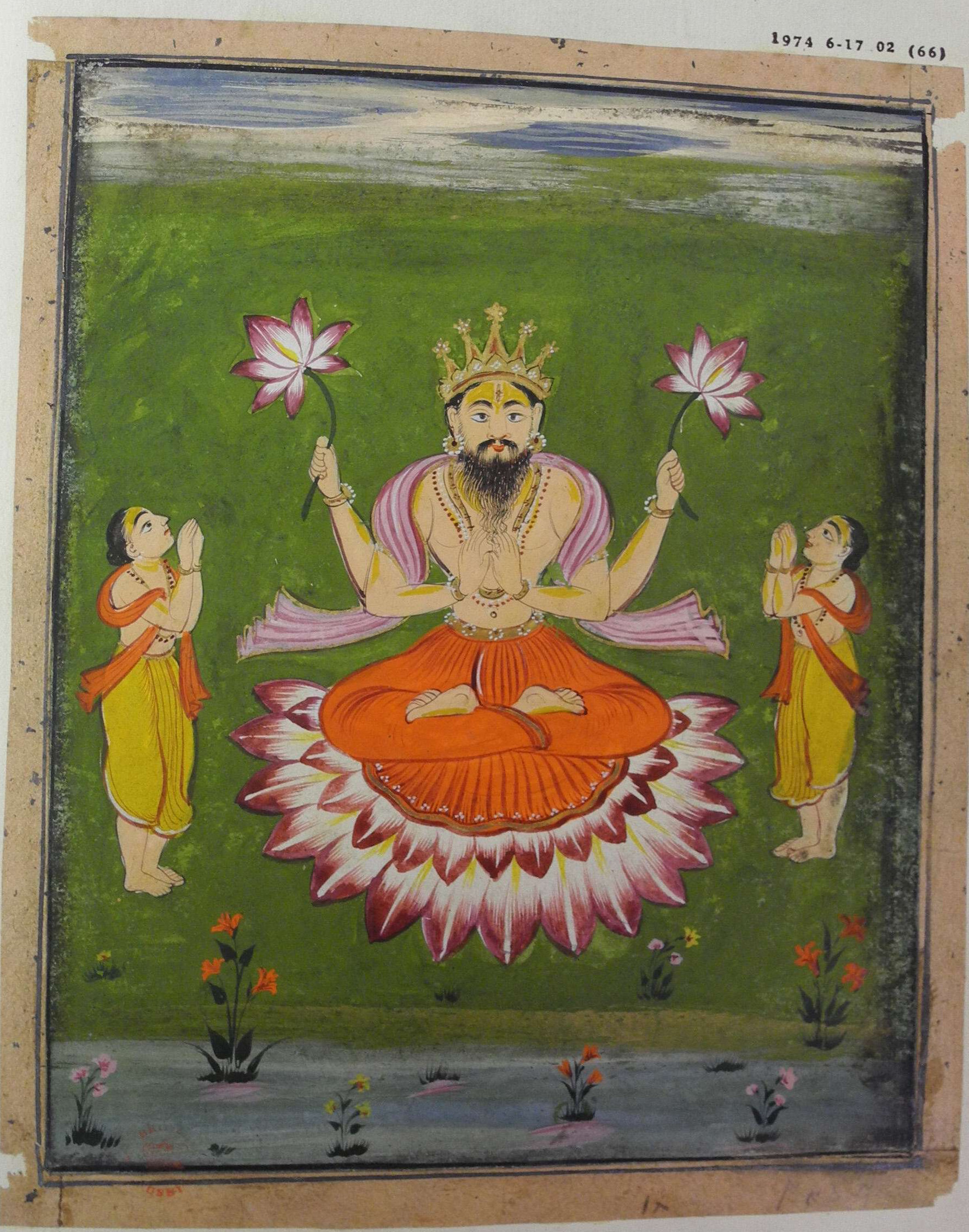
Buddha a vaisnava hívők szerint Visnu isten 9. avatára

Gautama Buddhát a hindu vaisnavák Visnu isten avatárjának tartják, míg más hinduk csak szent vagy megvilágosodott embernek. A történelmi Buddha tagadta, hogy isten volna vagy egy isten inkarnációja. Buddha tanai nem fogadják el azt, hogy a Védákat egy teremtő ihlette volna, ezért a buddhizmust általánosságban  násztikának (tévhitű iskolának) tekintik.

## A Puránákban
Buddhát megemlítik fontos hindu írások, köztük szinte mindegyik fontosabb Purána. Úgy tartják, hogy nem mindegyik utal ugyanarra a személyre. A legtöbb a buddhizmus alapítójára utal ugyan, de némelyik buddha egyszerűen olyan személyekre utal, akik rendelkeznek a buddhi képességgel. Ábrázolásuknak két szerepe van: az ateista védák terjesztése, hogy visszaállítsa a dharmát, valamint az állati áldozatok bírálata. Buddhára hivatkozó szövegekre példák:
- Harivamsa (1.41)
- Visnu-purána (3.18)
- Bhágavata-purána (1.3.24, 2.7.37, 11.4.23)[2]
- Garuda-purána (1.1, 2.30.37, 3.15.26)[6]
- Agni-purána (16)
- Narada-purána (2.72)
- Linga-purána (2.71)
- Padma-purána (3.252) stb. (Dhere Ramcsandra Csintaman)[7]

A puránikus szövegekben úgy említik, mint Visnu isten 10 avatárja közül a kilencedik.
Gyakran nevezik jóginak, jógácsárjának vagy szannyászinak. Apját legtöbbször Suddhódana néven említik, amely megfelel a buddhista hagyományoknak is – azonban egy-két forrás Buddha apját Andzsanának vagy Dzsinának nevezi. A jellemzések gyönyörűnek írják le, sárga bőrrel és barnás-vörös ruhában.

## A hinduizmusban

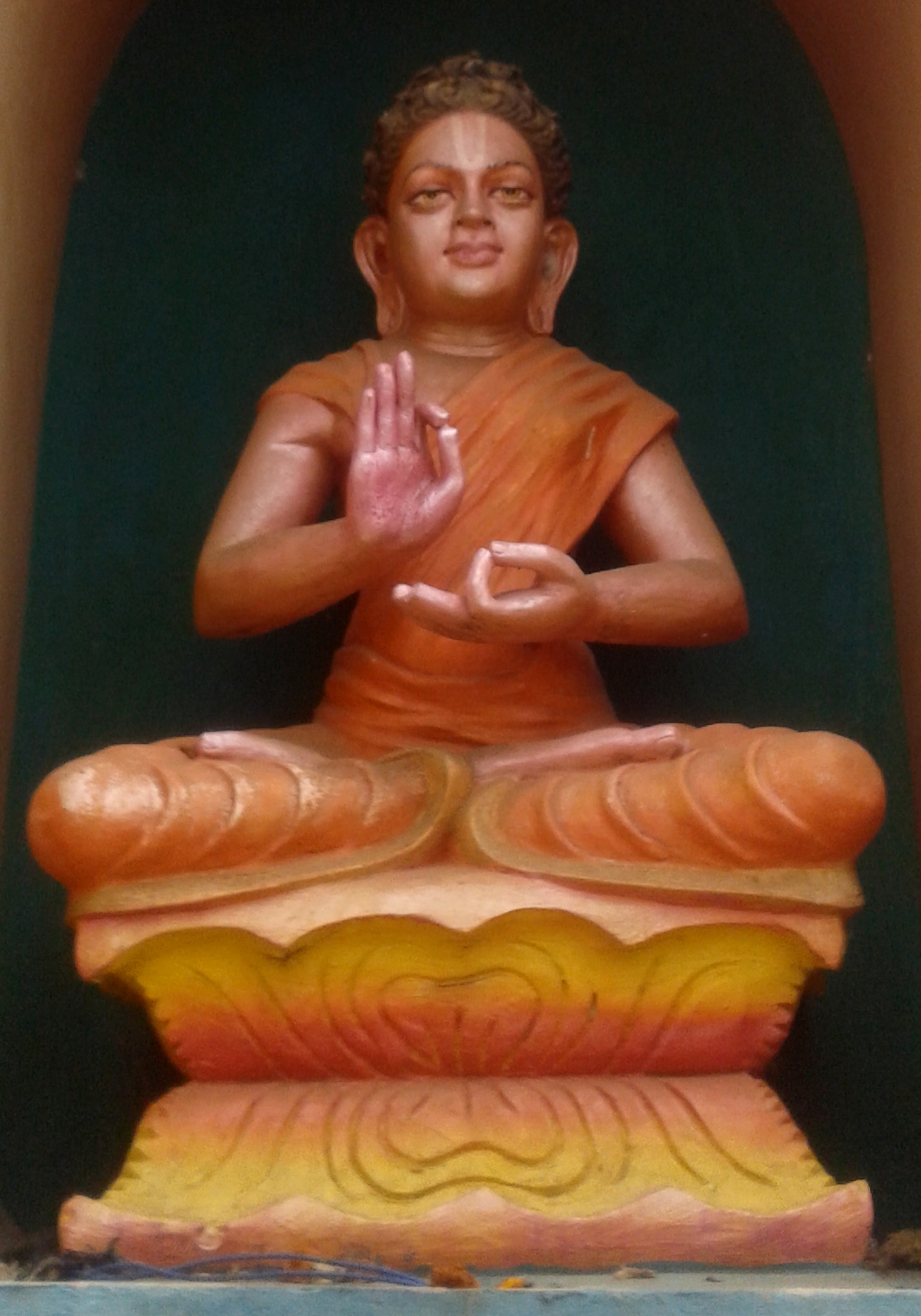
Buddha szobor a Dvaraka Tirumala templomban (festett cementdombormű)

A 8. században királyi körökben egyre többen cserélték le Buddhát hindu istenekre. Ez egybeesik azzal az időszakkal, amikortól Buddha alakja átalakult Visnu isten egyik avatárjává.
Ez az avatár az erőszakmentesség (ahimsza) alakja volt és a mai napig így tekintenek rá a modern Vaisnava egyes szervezetei, beleértve az ISKCON-t (Krisna-tudat) is.
Több neves hindu személy (például Radhakrishnan vagy Vivékánanda) Buddhát az egyetemes igazság egy példájának tekintik.
A hinduizmus néhány forradalmi alakját, például Mahatma Gandhit, is inspirálta Buddha élete, tanításai és reformjai.